# Lake Letitia
Der Lake Letitia ist ein See im Selwyn District der Region Canterbury auf der Südinsel von Neuseeland.

## Namensherkunft
Der See wurde von Major Thomas Woolaston White, der in den 1860er Jahren an dem See ein Farmhaus auf seinem Anwesen errichtete, nach dessen Frau benannt.

## Geographie
Der Lake Letitia befindet sich zwischen dem Poulter River, 2,3 km westlich, dem Esk River, 2,6 km östlich, und dem Waimakariri River, rund 3,4 km südwestlich. Der See, der auf einer Höhe von 586 m anzutreffen ist, umfasst bei einem Seeumfang von rund 3,22 km eine Fläche von 29,7 Hektar. Er erstreckt sich über eine Länge von rund 1,45 km in Westnordwest-Ostsüdost-Richtung und misst an seiner breitesten Stelle rund 275 m in Südsüdwest-Nordnordost-Richtung.
Der See verfügt über einige wenige kleine Zuflüsse und über einen Abfluss an seinem westlichen Ende, dessen kleiner Bach nach rund 640 m in den westlich vorbeifließenden Letitia Stream mündet.